# Frutosamina
Frutosamina é derivada da ligação não enzimática(glicação) da glicose com proteínas presentes no plasma sanguíneo, como a albumina.
O exame que mede o índice de frutosamina é particularmente útil para o controle metabólico de portadores de diabetes mellitus. 